# Reni Takagi
Pour les articles homonymes, voir Takagi (homonymie).
Reni Takagi (高城れに), née le 21 juin 1993, est une chanteuse et idole japonaise faisant actuellement partie du célèbre groupe féminin japonais de Momoiro Clover Z dans lequel elle était auparavant la leader. Sa couleur attribuée, au sein de ce groupe, est le violet.

## Présentation
Elle est née le 21 juin 1993, et mesure 1,58 mètre. Son groupe sanguin est O. Ses spécialités sont la danse et le chant. 

## Biographie
En 2008, elle devient l'une des membres originales du groupe des Momoiro Clover Z dans lequel elle est nommée leader du groupe avec Akari Hayami comme sub-leader (elle alors est toujours la membre la plus âgée du groupe), mais passe très vite son rôle à sa collègue et amie Kanako Momota (un an sa cadette). Après le départ d'Akari en avril 2011, le groupe continue en quintet avec seulement un leader.
En avril 2012, elle devient DJ de sa propre émission de radio appelée Takagi Reni no King of Rock,,.
Reni Tagaki forme la Team Murasaki Shikibu (Team紫しきぶ) avec Rika Mayama (Shiritsu Ebisu Chugaku) et Ohguro Yuzuki (Team Syachihoko) en juin 2015 ; chacune d'entre elles a été sélectionnée car sa couleur est le violet dans son groupe respectif.
En juillet 2015, Reni Takagi est victime d'une fracture du poignet gauche lors de répétitions en juillet 2015 ; le diagnostic a été une fracture du radius distal, ce qui nécessite quatre mois avant une guérison complète.

## Discographie

### Avec Momoiro Clover Z
Albums
1. 27 juillet 2011 : Battle and Romance
2. 10 avril 2013 : 5th Dimension
3. 5 juin 2013 : Iriguchi no Nai Deguchi
4. 17 février 2016 : Amaranthus
5. 17 février 2016 : Hakkin no Yoake

Singles
1. 5 août 2009 : Momoiro Punch (Momoiro Clover)
2. 11 novembre 2009 : Mirai e Susume! (Momoiro Clover)
3. 5 mai 2010 : Ikuze! Kaitō Shōjo (Momoiro Clover)
4. 10 novembre 2010 : Pinky Jones (Momoiro Clover)
5. 9 mars 2011 : Mirai Bowl / Chai Maxx (Momoiro Clover)
6. 6 juillet 2011 : Z Densetsu ~Owarinaki Kakumei~
7. 6 juillet 2011 : D' no Junjō
8. 23 novembre 2011 : Rōdō Sanka
9. 7 mars 2012 : Mōretsu Uchū Kōkyōkyoku Dai Nana Gakushō "Mugen no Ai"
10. 27 juin 2012 : Otome Sensō
11. 21 novembre 2012 : Saraba, Itoshiki Kanashimitachi yo
12. 6 novembre 2013 : Gounn
13. 8 mai 2014 : Naitemo Iin da yo
14. 30 juillet 2014 : Moon Pride
15. 11 mars 2015 : Seishunfu
16. 29 avril 2015 : "Z" no Chikai
17. 7 septembre 2016 : The Golden History
18. 2 août 2017 : Blast!

## Filmographie

### Films
1. 2011 - The Citizen Police 69

### Télévision
1. 2008 - Tokyo Shōjo
2. 2011 - SHIBUYA DEEP A
3. 2013 - Tetsuko's Room
4. 2013 - Momo Kuro Chan
5. 2013 - Hajimete no otsukai (documentaire télé)

## Musique vidéos
1. 2008 - little by little, Pray
2. 2008 - BOURBONZ - autumm
3. 2008 - Shion - Last Song
4. 2009 - BOURBONZ - Kizuna